# 駒場站
- 關於曾經同名的京王井之頭線車站，請見「駒場東大前站」。
- 關於曾經同名，位於宮城縣的栗原田園鐵道線（已廢線）車站，請見「鶯澤工業高校前站」。

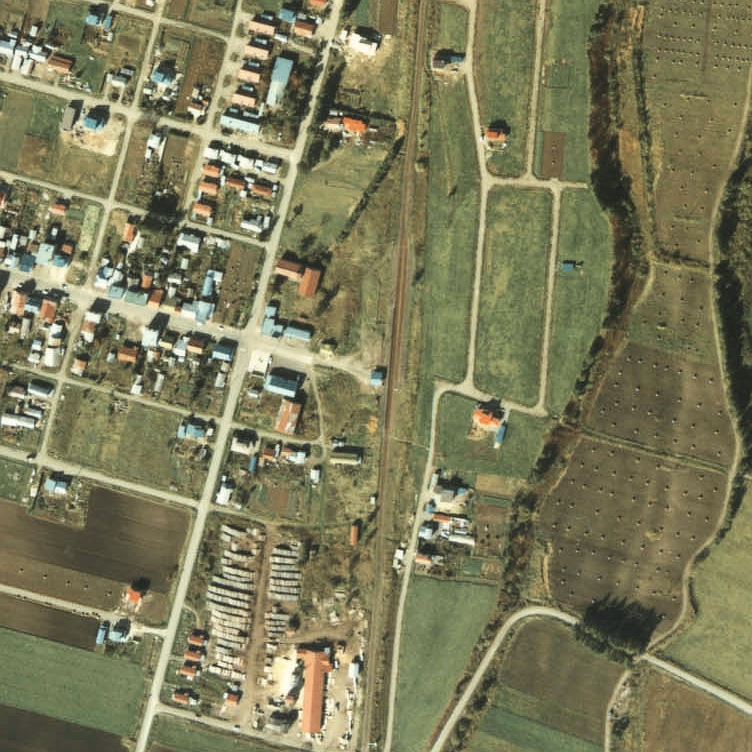
1977年的駒場站與方圓約500米範圍。上方為士幌方向。

駒場站（日语：／ Komaba eki */?）是位於北海道河東郡音更町駒場，日本國有鐵道（國鐵）的士幌線車站（廢站）。隨著士幌線全線廢線，車站在1987年（昭和62年）3月23日廢除。

## 車站構造
截至車站廢除前，此站是地面車站，設有1面1線的單式月台。此站是無人車站，當初此站設有2面2線的相對式月台，當時可進行列車交會。

## 站名的由來
在太平洋戰爭前，車站附近設有十勝種畜牧場，曾經飼養了種馬而得名。

## 歷史
- 1925年（大正14年）12月10日 - 國有鐵道車站啟用。當時為一般車站[1]。
- 1970年（昭和45年）9月10日 - 結束處理貨物和行李（除了報紙和雜誌外）[1]。同時成為無人車站[2]。
- 1974年（昭和49年）10月1日 - 結束處理報紙和雜誌[1]。
- 1976年（昭和51年）9月11日 - 車站大樓翻新[2]。
- 1987年（昭和62年）3月23日 - 士幌線全線廢除，此站也廢除[1]。

## 車站周邊
- 北海道道337號上士幌士幌音更線（日语：北海道道337号上士幌士幌音更線）
- 北海道道133號音更新得線（日语：北海道道133号音更新得線）
- 獨立行政法人家畜改良中心十勝牧場（日语：家畜改良センター十勝牧場）
- 北海道音更高等學校（日语：北海道音更高等学校）
- 地域氣象觀測所「駒場」
- 北海道拓殖巴士（日语：北海道拓殖バス）「駒場總站」巴士站
- 音更川（日语：音更川）

## 現況
在鐵路設備撤走後，車站遺址建設了小公園「今天之里」和巴士候車室。在2014年（平成26年）10月，車站遺址處設置了展板說明該處曾經設有車站（木野站、音更站和武儀站也是同樣），截至2018年（平成30年）7月也是同樣。

## 相鄰車站
日本國有鐵道
士幌線
音更－駒場－武儀

## 注腳
1. 1 2 3 4  停車場変遷大事典 国鉄・JR編 Ⅱ JTB 1998年10月發行。
2. 1 2  JR釧路支社「鉄道百年の歩み」平成13年12月發行。